# Dieter Althaus
Dieter Althaus (ur. 29 czerwca 1958 w Heilbad Heiligenstadt) – niemiecki polityk i nauczyciel, działacz Unii Chrześcijańsko-Demokratycznej (CDU), w latach 2003–2009 premier Turyngii, w latach 2003–2004 przewodniczący Bundesratu.

## Życiorys
W 1977 uzyskał maturę, po czym odbył służbę wojskową, a w latach 1979–1983 studia nauczycielskie z fizyki i matematyki w Pädagogische Hochschule w Erfurcie. Do końca lat 80. pracował jako nauczyciel, od 1987 był wicedyrektorem Polytechnische Oberschule w Geismarze. Od 1985 należał do koncesjonowanej Unii Chrześcijańsko-Demokratycznej, a w 1990 wstąpił w szeregi zjednoczonej Unii Chrześcijańsko-Demokratycznej. W tym samym roku został radnym swojej rodzinnej miejscowości i dyrektorem okręgu szkolnego.
Również w 1990 po raz pierwszy został posłem do landtagu kraju związkowego Turyngia, w którym zasiadał nieprzerwanie do 2010. W latach 1992–1999 był ministrem zdrowia w rządzie krajowym, następnie do 2003 przewodniczącym frakcji poselskiej CDU. W 2000 stanął na czele Unii Chrześcijańsko-Demokratycznej w Turyngii. W czerwcu 2003 objął stanowisko premiera tego landu. W kadencji 2003–2004 był przewodniczącym Bundesratu.
1 stycznia 2009 w Austrii, zjeżdżając na nartach, zderzył się z narciarką ze Słowacji. Polityk doznał poważnych obrażeń, zaś kobieta zmarła. Dieter Althaus, któremu zarzucono poruszanie się złą stroną stoku, został następnie skazany na karę grzywny za nieumyślne spowodowanie śmierci.
W wyborach w tym samym roku CDU utraciła większość w krajowym parlamencie. Partia pozostała u władzy, jednak nowym premierem w październiku 2009 została Christine Lieberknecht. Dieter Althaus zrezygnował również z funkcji przewodniczącego CDU. Po wycofaniu się z bieżącej polityki przeszedł do sektora prywatnego, został zatrudniony w koncernie Magna International.
W 2009 odznaczony Krzyżem Kawalerskim Orderu Zasługi Rzeczypospolitej Polskiej.